# Copa de Francia de Ciclismo 2015
La Copa de Francia de Ciclismo de 2015 fue la 23.ª edición de la competición. Comenzó el 1 de febrero con el G. P. Ouverture la Marsellesa y finalizó el 4 de octubre con la celebración del Tour de Vendée. Para esta edición, la La Roue Tourangelle y el Gran Premio de Fourmies se integraron en el calendario de la Copa de Francia. Estas carreras sustituyeron al Gran Premio de la Somme y a la Châteauroux Classic de l'Indre.
Formaron parte de la competición dieciséis pruebas y el ganador fue Nacer Bouhanni del equipo Cofidis. Además venció en la clasificación de los jóvenes, mientras que por equipos repitió la Bretagne-Séché Environnement.

## Sistema de puntos

### Clasificación individual
| Posición | 1  | 2  | 3  | 4  | 5  | 6  | 7  | 8  | 9  | 10 | 11 | 12 | 13 | 14 | 15 |
| Puntos   | 50 | 35 | 25 | 20 | 18 | 16 | 14 | 12 | 10 | 8  | 6  | 5  | 3  | 3  | 3  |

Nota: En caso de empate en puntos, pueden aplicarse criterios de desempate adicionales tales como mayor cantidad de primeros puestos, tiempo acumulado u otros definidos por el reglamento correspondiente.

### Clasificación por equipos
| Posición | 1  | 2 | 3 | 4 | 5 | 6 | 7 | 8 | 9 |
| Puntos   | 12 | 9 | 8 | 7 | 6 | 5 | 4 | 3 | 2 |

Nota: Este sistema está sujeto a modificaciones por parte de la organización en función de la temporada o evento específico.

## Resultados
| Fecha            | Carrera                             | Ganador            | Equipo del ganador           | Líder de la clasificación individual | Líder de la clasificación por equipos |
| 1 de febrero     | Gran Premio Ouverture la Marsellesa | Pim Ligthart       | Lotto-Soudal                 | Kenneth Vanbilsen                    | Roubaix Lille Métropole               |
| 21 de marzo      | Clásica de Loire-Atlantique         | Alexis Gougeard    | Ag2r La Mondiale             | Alexis Gougeard                      | Roubaix Lille Métropole               |
| 22 de marzo      | Gran Premio Cholet-Pays de Loire    | Pierrick Fédrigo   | Bretagne-Séché Environnement | Alexis Gougeard                      | Roubaix Lille Métropole               |
| 3 de abril       | Route Adélie                        | Romain Feillu      | Bretagne-Séché Environnement | Baptiste Planckaert                  | Roubaix Lille Métropole               |
| 5 de abril       | París-Camembert                     | Julien Loubet      | Marseille 13-KTM             | Pierrick Fédrigo                     | Bretagne-Séché Environnement          |
| 16 de abril      | Gran Premio de Denain               | Nacer Bouhanni     | Cofidis, Solutions Crédits   | Nacer Bouhanni                       | Bretagne-Séché Environnement          |
| 18 de abril      | Tour de Finisterre                  | Tim De Troyer      | Wanty-Groupe Gobert          | Pierrick Fédrigo                     | Bretagne-Séché Environnement          |
| 19 de abril      | Tro Bro Leon                        | Alexandre Geniez   | FDJ                          | Pierrick Fédrigo                     | Bretagne-Séché Environnement          |
| 26 de abril      | La Roue Tourangelle                 | Lorrenzo Manzin    | FDJ                          | Pierrick Fédrigo                     | Bretagne-Séché Environnement          |
| 30 de mayo       | Gran Premio de Plumelec-Morbihan    | Alexis Vuillermoz  | Ag2r La Mondiale             | Pierrick Fédrigo                     | Bretagne-Séché Environnement          |
| 31 de mayo       | Boucles de l'Aulne                  | Alo Jakin          | Auber 93                     | Pierrick Fédrigo                     | Bretagne-Séché Environnement          |
| 2 de agosto      | Polynormande                        | Oliver Naesen      | Topsport Vlaanderen-Baloise  | Pierrick Fédrigo                     | Bretagne-Séché Environnement          |
| 6 de septiembre  | Gran Premio de Fourmies             | Fabio Felline      | Trek Factory Racing          | Pierrick Fédrigo                     | Bretagne-Séché Environnement          |
| 13 de septiembre | Tour de Doubs                       | Eduardo Sepúlveda  | Bretagne-Séché Environnement | Pierrick Fédrigo                     | Bretagne-Séché Environnement          |
| 20 de septiembre | Gran Premio de Isbergues            | Nacer Bouhanni     | Cofidis, Solutions Crédits   | Nacer Bouhanni                       | Bretagne-Séché Environnement          |
| 4 de octubre     | Tour de Vendée                      | Christophe Laporte | Cofidis, Solutions Crédits   | Nacer Bouhanni                       | Bretagne-Séché Environnement          |

## Clasificaciones

### Individual
| Posición | Ciclista            | Equipo                       | Puntos |
| -------- | ------------------- | ---------------------------- | ------ |
| 1        | Nacer Bouhanni      | Cofidis, Solutions Crédits   | 178    |
| 2        | Baptiste Planckaert | Roubaix Lille Métropole      | 172    |
| 3        | Pierrick Fédrigo    | Bretagne-Séché Environnement | 151    |
| 4        | Samuel Dumoulin     | Ag2r La Mondiale             | 103    |
| 5        | Julien Loubet       | Marseille 13-KTM             | 91     |
| 6        | Alexandre Geniez    | FDJ                          | 80     |
| 7        | Maxime Renault      | Auber 93                     | 70     |
| 8        | Romain Feillu       | Bretagne-Séché Environnement | 65     |
| 9        | Julien Simon        | Cofidis, Solutions Crédits   | 63     |
| 9        | Steven Tronet       | Auber 93                     | 63     |

### Jóvenes
| Posición | Ciclista           | Equipo                       | Puntos |
| -------- | ------------------ | ---------------------------- | ------ |
| 1        | Nacer Bouhanni     | Cofidis, Solutions Crédits   | 178    |
| 2        | Maxime Renault     | Auber 93                     | 69     |
| 3        | Lorrenzo Manzin    | FDJ                          | 62     |
| 4        | Christophe Laporte | Cofidis, Solutions Crédits   | 53     |
| 5        | Alexis Gougeard    | Ag2r La Mondiale             | 50     |
| 5        | Eduardo Sepúlveda  | Bretagne-Séché Environnement | 50     |
| 7        | Romain Combaud     | Armée de terre               | 46     |
| 8        | Rudy Barbier       | Roubaix Lille Métropole      | 45     |
| 9        | Florian Sénéchal   | Cofidis, Solutions Crédits   | 41     |
| 10       | Kenneth Vanbilsen  | Cofidis, Solutions Crédits   | 35     |
| 10       | Clément Venturini  | Cofidis, Solutions Crédits   | 35     |

### Equipos
| Posición | Equipo                       | Puntos |
| -------- | ---------------------------- | ------ |
| 1        | Bretagne-Séché Environnement | 139    |
| 2        | Auber 93                     | 126    |
| 3        | Roubaix Lille Métropole      | 118    |
| 4        | Marseille 13-KTM             | 101    |
| 5        | Armée de terre               | 95     |
| 6        | FDJ                          | 88     |
| 7        | Europcar                     | 74     |
| 8        | Cofidis, Solutions Crédits   | 68     |
| 9        | Ag2r La Mondiale             | 63     |